# 雷卡雷
雷卡雷是葡萄牙波尔图区的一个堂区。总面积14.9平方公里，总人口4686人，人口密度314人/平方公里。